# Les Trois Baudets
Les Trois Baudets je koncertní sál v Paříži. Nachází se na Montmartru ve čtvrti Pigalle na adrese Boulevard de Clichy č. 64.

## Historie
Kabaret založil v roce 1947 hudební producent Jacques Canetti. Podnik se stal významným v dějinách francouzského šansonu, neboť zde začínali a vystupovali mnozí významní umělci jako Georges Brassens, Jacques Brel, Boris Vian, Jeanne Moreau, Guy Béart, Juliette Gréco, Raymond Devos, Marcel Mouloudji, Serge Gainsbourg, Boby Lapointe aj.
Později byl přeměněn na sex shop a poté na erotický kabaret. Po kompletní rekonstrukci byl koncertní sál obnoven v únoru 2009. Hlavní sál má 250 míst, je zde i menší sál, restaurace a bar.